# Мистерија породице Хантер
Мистерија породице Хантер (енгл. Hunter Street) холандска је играна телевизијска авантуристичка комедија направљена од стране Реинта Шолвинка и Мела Рундеркампа, премијерно приказана на Никелодиону 1. марта 2017, пре званичне премијере 13. марта 2017. године. Серија обухвата три сезоне са укупно 70 епизода. Епизоде су снимане поставом вишеструке камере и емитоване у 720п (ХДТВ) резолуцији са 5.1 форматом тона. Серија је комерцијално успешна, јер је свака епизода у просеку гледана од стране 0.81 до 1,82 милиона гледалаца. Главне улоге у серији тумачили су Стони Блајден, Мема Ренфров, Кира Смит, Дин Креигтон, Томас Џансен, као и Вилсон Радђу-Пухалте и Кејт Бенсдорп, који су постали део главне глумачке поставе почетком друге сезоне серије као и Елија Алтина и Сара Нота који су постали део главне глумачке поставе почетком треће сезоне серије .
Нестанком својих хранитеља, петоро усвојене деце Ерика и Кејт Хантер, започиње сопствену истрагу њиховог нестанка. Отмицу својих хранитеља не пријављују полицији, како их амстердамшки центар за социјалну помоћ не би раздвојио. Временом, полицајка Симон, чији посао подразумева патролирање у блоку у ком живе Хантерови, и социјални радник Тим, који је у пријатељском односу са Хантеровима, откривају нестанак Ерика и Кејт. Уз помоћ њих двоје и пар породичних пријатеља Хантерових, петоро деце проналази своје родитеље, који се који се након вишевременског одсуства враћају својој кући. У другој сезони Ерик бива осумњичен за пљачку, због чега је лишен слободе да оде из града. Усвојена деца Хантерових, уз још два нова члана, решавају и ову мистерију, откривајући да је Ерику смештена крађа. У трећој сезони Аника за свој рођендан прими необичан анонимни позив о благу ацтечког владара Монтезуме и добије анонимни рођендански поклон у којему су били минијатурна ацтечка пирамида и пола сложене карте с Монтезуминим благом. Цела породица Хантер одлази у кућу у шуми недалеко од Амстердама, а у међувремену Хантер музеј бива опљачкан, а његово постојање овиси о припадању куће Хантерима. Усвојена деца Хантерових уз још два нова другара решавају и ову мистерију, откривајући да је Хантер музеј опљачкао подмукли ловац на благо који жели да прије њих први дође до Монтезуминог блага.
У Србији, Црној Гори, Републици Српској и Северној Македонији серија је премијерно приказана 16. априла 2018. године на каналу Никелодион, синхронизована на српски језик. Синхронизацију је радио студио Голд диги нет. Уводна шпица је такође синхронизована. Српска синхронизација нема ДВД издања.

## Радња

### 1. сезона
Након многих хранитељских породица које су га одбациле због тинејџерски бунтовничког понашања, Макс, долази у Амстердам као нови члан хранитељске породице Хантер. Његови новоусвојени родитељи, Кејт и Ерик Хантер, су пре Макса усвојили још четворо деце - Анику, Сала, Тес и Данијела. Крајем Максовог првог дана у кући Хантерових, Кејт и Ерик одлазе на оперу, али већ следећег дана, када су се њихова усвојена деца пробудила, њих није било код куће и није било никаквих трагова њиховог могућег пребивалишта. Како их центар за социјалну помоћ не би сместио у нове породице, деца Хантерових не пријављују нестанак својих родитеља полицији. Налазећи трагове које су Кејт и Ерик оставили, петоро деце решава да сами реше мистерију нестанка њихових усвојених родитеља. Кроз неко време, открили су повезаност између породица Хантер и Саганаш, претпостављајући да је неко од Саганашових отео њихове родитеље. Полицајка Симон, комшиница и пријатељица Хантерових, и Тим, радник у центру за социјалну помоћ који је довео Макса, временом схватају да су Ерик и Кејт нестали, и помажу њиховој деци да их пронађу.

### 2. сезона
У другој сезони у кућу Хантерових долази нови дечак Џејк који воли да црта и да чита стрипове, док Данијел напушта њихову кућу и запошљава се у полицији. Ерик добија налог за хапшење јер је наводно провалио у музеј и украо неки скуп предмет, а полиција има видео доказ који је лажиран. Деца Хантерових крећу да решавају нову мистерију. Макс одлази у Шпанију јер је открио где му живе биолошки родитељи. Као допуна Максу у кућу стиже Иви мала девојчица која у почетку није хтела да прича, али после креће да прича. Проналазе трагове и за ову мистерију и на крају откривају да су снимак лажирали Ивина маћеха Лусија, један члан родбине и професионални хакер, док Ерик бива ослобођен тужбе.

### 3. сезона
У трећој сезони Тес у Зимбабвеу волонтира, а Данијел је толико дежуран у полицији да се уопште не појављује у трећој сезони. Једини који остају су Аника, Сал, Џејк, Иви, Ерик и Кејт. Сезона почиње Аникиним рођенданом када Аника прими необичан анонимни позив о благу ацтечког владара Монтезуме и да отвори свој анонимни рођендански поклон, а у поклону су се налазили минијатурна ацтечка пирамида и пола сложене карте с Монтезуминим благом. Аника одлучује да то исприча и покаже Салу, они онда одлучују да о томе не говоре Ерику и Кејт, да се они не забрину и не узму им карту. Такође породица Хантер одлучује да оде на одмор у лепу кућу у шуми недалеко од Амстердама са слике коју је показала чланица родбине Дајана. Кад Хантерови стигну до куће, она не изгледа као са слике. У кући се појави Џејк који се вратио са конференције о стриповима и који их тада из форе престрави. У међувремену Аника и Сал на тавану откривају ацтечке симболе и предмете, те закључују да је шума око куће повезана с благом. Касније Џејк, Ерик, Кејт и Иви одлучују да оду из куће у лепи хотел, но онда кола бивају саботирана, те породица Хантер одлучује да остане. Касније се појави власница куће Доти. Сутрадан Џејк падне преко камена и сломи ногу, а Доти каже да је то због тога шта је ставио проклету ацтечку маску. Сал и Аника откривају да је то камен с трагом до блага. Касније Сал и Аника у камперу у шуми упознају Оливера сина од Доти. Оливер је имао другу половину карте с благом. Сал и Аника затим упознају Оливерову другарицу Џасмин, кћер шумског чувара Лајмана. У међувремену док су Хантерови у шуми, Хантер музеј бива опљачкан, а његово постајање зависи о припадању куће Хантериовима. Касније се Сал, Аника, Оливер и Џасмин удружују да први дођу до блага Монтезуме и сачувају Хантер музеј. Они сазнају да је Аникина биолошка мајка Доминик и да јој је Оливер брат близанац, а да је Доти њихова тетка. На крају проналазе трагове и за ову мистерију и откривају да Хантер музеј није опљачкао Маркус за којег су мислили да је лопов, заправо је Аникин и Оливеров теча који је пазио да не упадну у невољу, него да је наводно Хантер музеј опљачкао подмукли ловац на благо Рекс Леџенд који први жели да дође до блага Монтезуме, за којег су прво мислили да им помаже.

### 4. сезона
У четвртој сезони Аника, Оливер, Џасмин и Џени се боре против Марије Лукас. Беба се појављује у кући. Марија Лукас је жели. Марија Лукас је желела да се освети Ерику Хантеру што ју је напустио у сиротишту, у сиротишту се звала Марија Мартинес. Касније упознају Флоријана за којег мисле да је син Александра "Алекса" Џексона и Изабеле Џексон, а заправо је син Марије Лукас. Александар "Алекс" Џексон и Изабела Џексон су и родитељи бебе које су нашли Аника и Оливер која се у ствари не зове Хари него Никола "Ник" Џексон. Александра "Алекса" Џексона и Изабелу Џексон отме Марија Лукас. Породица Хантер побеђује Марију Лукас зато што ју је Флоријан издао и бацају је у затвор и ослобађају Александра "Алекса" Џексона и Изабелу Џексон. Флориана усвоје Хантерови и тако се четврта сезона завршава, а и серија.

## Епизоде
| Сезона | Сезона | Епизоде | Премијерно приказивање (САД) | Премијерно приказивање (САД) | Премијерно приказивање (Србија) | Премијерно приказивање (Србија) |
| Сезона | Сезона | Епизоде | Прва епизода                 | Последња епизода             | Прва епизода                    | Последња епизода                |
| ------ | ------ | ------- | ---------------------------- | ---------------------------- | ------------------------------- | ------------------------------- |
|        | 1      | 20      | 11. март 2017.               | 7. април 2017.               | 16. април 2018.                 | 11. мај 2018.                   |
|        | 2      | 20      | 29. јануар 2018.             | 23. фебруар 2018.            | 11. јун 2018.                   | 6. јул 2018.                    |
|        | 3      | 30      | 22. јул 2019.                | 27. септембар 2019.          | 17. октобар 2019.               | 15. новембар 2019.              |
|        | 4      | 20      | није кренуло емитовање       | није кренуло емитовање       | 6. јун 2021.                    | На паузи, није готова           |

## Ликови
- Максимилијан "Макс" Хантер је храбар, кул и духовит тинејџер кога су одбациле многе хранитељске породице јер је био немиран. Међутим, дан након што га усваја породица Хантер, хранитељи те породице нестају, а Макс се одлучно препушта у невоље како би их пронашао.[1][2]
- Салватор "Сал" Хантер је изузетно паметно дете који је прескочио разред због своје интелигенције. Воли да експериментише и често прави чудне, али корисне изуме.[3] Заљубљен је у девојку његових година, Џени, која се такође разуме у технологију.[4]
- Аника Питерс је весела девојчица са великом маштом која је понекад доведе у невоље. Увек је оптимистички настројена, и прихвата све људе.[5] До доласка Иви, она је била најмлађа и сви су се бринули за њу што јој се није допадало.[6] Она упознаје своју биолошку породицу у трећој сезони.
- Тес Хантер је тинејџерка која воли да чита књиге. Због своје љубави према читању песама из књига, она жели да постане песникиња кад одрасте. Има чврст карактер који јој понекад добро дође.[7][8]
- Данијел Хантер је најстарије дете Хантерових који доста времена проводи вежбајући, због чега и има велике мишиће. Када Ерик и Кејт нестају, Данијел преузима улогу најстаријег, али је још увек млад да би збринуо целу породицу и обављао све кућне послове. У почетку је био заљубљен у полицајку Симон, али је одустао јер она није била заљубљена у њега и заљубио се у Софи, која је њега такође волела.[9][10]

• Ерик Хантер је отац деце Хантерових.
• Кејт Хантер је мајка деце Хантерових.
• Симон је полицајка у коју је Данијел био заљубљен у прве три четвртине прве сезоне и она помаже Хантеровима да победе Рајнуса Саганаша.
• Тим је Симонин дечко и он је радник за социјалну помоћ који је одвео Макса у кућу Хантерових. И он помаже Хантеровима да победе Рајнуса Саганаша.
• Софија "Софи" Саганаш је ћерка Рајнуса Саганаш и помогне Хантеровима да га победе.
• Господин Брул је човек који на силу жели да купи кућу Хантерових и сарађивао је са Рајнусом Саганашом.
• Џулијета Брул је ћерка господина Брула.
• Питер Питерс је човек који ради за Брула.
• Госпођа Клатербик је Максова и Салова зла наставница.
• Рајнус Саганаш је бивши радник музеја који помаже Хантеровима да пронађу родитеље.
• Саганаш је главни антагониста прве сезоне и жели да уништи породицу Хантер.
• Хедвига Хантер је сестра Ерикове мајке која жели богатство Хантерових.
• Јуџин Хантер је брат Ерикове мајке који жели богатство Хантерових.
• Гертруда је члан организације "Рођаци" која је помогла деци Хантерових да нађу родитеље у првој сезони.
• Дајана је члан организације "Рођаци" и деца Хантерових је упознају у другој сезони.
• Бернард је главни антагониста друге сезоне који је желео да постане вођа родбине, и на крају друге сезоне је ухапшен.
• Мартин је један од чланова родбине на великој позицији.
- Џејк Хантер је дечак који воли да црта и чита стрипове. Џејк уме да буде доста осећајан када је у питању породица, поготово од кад му је Лусија рекла да је он само усвојен. Он држи часове цртања преко интернета.[11]
- Иви Рајблош је најмлађа у кући Хантерових, која се први пут појављује у другој сезони. У почетку није хтела да прича, али је схватила да је део породице Хантер и кренула је да прича. Омиљена игра су јој жмурке.

• Сајмон је детектив који се појављује у другој сезони и Данијелов је шеф.
• Џени је Салова девојка и воли технологију. Упознају се у другој сезони. Опет се појављује у четвртој сезони.
• Џери је млађи брат главног антагонисте друге сезоне и он је професионални хакер.
• Лусија је Ивина зла маћеха која смешта Ерику како би добила Ивино багатство.
• Оливер Питерс је Аникин брат близанац, воли исте ствари као и она. У трећој сезони сазнаје да су близанци.
• Џасмин је Оливерова најбоља пријатељица и воли природу. Поново постаје пријатељ са Оливером у трећој сезони због Анике.
• Лајман је Џасминин отац и не воли технологију.
• Доротеја "Доти" Питерс је Оливерова и Аникина чудна тетка која се брине о Оливеру као да му је мајка или маћеха.
• Маркус је Доротејин супруг и деца Хантерових прво мисле да је он тај који жели да украде благо монтезуме па да је помоћник онага ког жели да га украде па схватају да им није непријатељ. Он им помаже да пронађу благо монтезуме, а и Аники и Оливеру да пронађу биолошког оца.
• Реџиналд "Рекс" Леџенд је главни антагониста прве сезоне и деца Хантерових прво мисле да им је пријатељ, али у последњој четвртини сезоне схватају да им је непријатељ и да жели да украде благо монтезуме.
• Флоријан Лукас је син Марије Лукас и прво је антагониста али на крају је издаје.
• Марија Лукас је главни антагониста четврте сезоне и жели да контролише све људе на свету.

## Улоге
| Име лика          | Глумац/ица           | Српски глас                                  |
| ----------------- | -------------------- | -------------------------------------------- |
| Макс Хантер       | Стони Блајден        | Никола Тодоровић                             |
| Тес Хантер        | Мема Ренфров         | Јована Чуровић                               |
| Аника Хантер      | Кира Смит            | Анастасија Видаковић                         |
| Сал Хантер        | Дин Креигтон         | Иван Павличић                                |
| Данијел Хантер    | Томас Џансен         | Данило Миловановић (С1-2) Mateya (С4)        |
| Иви Хантер        | Кејт Бенсдорп        | Дарија Врачевић                              |
| Џејк Хантер       | Вилсон Радђу-Пухалте | Mateya                                       |
| Џени              | Алиса Гуероуче       | Анђела Џаферовић (С2) Ирина Арсенијевић (С4) |
| Оливер            | Елијха Алтена        | Марко Ћурчић (С3) Данко Ђорђевић (С4)        |
| Џасмин            | Сара Наута           | Ивона Рамбосек (С3) Јована Васић (С4)        |
| Флоријан          | Падраиг Тарли        | Виктор Влајић                                |
| Џош               | Реики де Валк        | Алекса Станиловић                            |
| Ерик Хантер       | Роналд Топ           | Марко Марковић                               |
| Кејт Хантер       | Туски Рагас          | Снежана Нешковић                             |
| Симон             | Јота Вонг-Луи-Синг   | Маријана Живановић                           |
| Доти              | Кистин Кареон        | Данина Јефтић (С3) Маријана Живановић (С4)   |
| Маркус            | Томас Камерт         | Лако Николић                                 |
| Марија Мартинез   | Мими Ферер           | Валентина Павличић                           |
| Г. Симонс         | Макс ван Креиј       | Немања Живковић                              |
| Александар Џексон | Јакоб Ниувенхојсен   | Предраг Дамњановић                           |
| Изабел Џексон     | Мирте Бургер         | Јелена Поповић                               |
| Лајман            | Едвин Јонкер         | Немања Вановић                               |
| Рекс Легенд       | Чарли Меј            | Павле Јеринић                                |
| Софи Саганаш      | Зои Хардман          | Марија Стокић                                |
| Тим Туркел        | Барнаби Севиџ        | Милош Ђуричић                                |
| Џери              | Марк Вијсман         | Милан Антонић                                |
| Рајнус Саганаш    | Кис Хулст            | Димитрије Илић                               |
| Саганаш           | Мајкл Крас           | Томаш Сарић                                  |
| Лусија            | Бони Вилијамс        | Вања Милачић                                 |
| Дајен             | Ловдеј Смит          | Милена Моравчевић                            |
| Бернард           | Кенан Рејвен         | Бранислав Јевтић                             |
| Мартин            | Кенет Дарил Чарлс    | Томаш Сарић                                  |
| Сајмон            | Мајкл де Рус         | Стеван Пиале                                 |
| Гертруда          | Дон Мастин           | Ана Симић                                    |
| Хедвига Хантер    | Дебра Мулхоланд      | Валентина Павличић                           |
| Еуген Хантер      | Петер Болхујс        | Марко Јањић                                  |
| Јозефина Хантер   | Гиртеке ван Лиероп   | Ана Кораћ                                    |
| Гђа Клатербик     | Ева ван дер Гухт     | Ања Орељ                                     |
| Џенин Брул        | Лиора Катс           | Ивана Тењовић                                |
| Џулијус Брул      | Амедео Фејнголд      | Владан Слијепчевић                           |
| Стела             | Пеги Вријенс         | Валентина Павличић                           |
| Пит               | Били Холу            | Бранислав Платиша                            |
| Јут               |                      | Ђорђе Марковић                               |
| Питер Питерс      | Кес Бланс            | Ђорђе Марковић                               |
| Артур             | Ентони Ноперс        | Ђорђе Марковић                               |
| Ернест            | Генио де Грут        | Бора Ненић                                   |
| Брул              | Сес Гил              | Марко Јањић                                  |
| Мегпај Браунинг   | Тилмон Геловеј       | Милан Тубић                                  |
| Кели              | Алија Колф           | Мина Ненадовић                               |
| Г. Китриџ         | Гуркан Куџуксентурк  | Бојан Хлишћ                                  |

## Рејтинзи
| Сезона | Епизоде | Прва епизода     | Прва епизода       | Последња епизода  | Последња епизода   | Прос. гледаоца (милиони) |
| Сезона | Епизоде | Датум            | Гледаоци (милиони) | Датум             | Гледаоци (милиони) | Прос. гледаоца (милиони) |
| ------ | ------- | ---------------- | ------------------ | ----------------- | ------------------ | ------------------------ |
| 1      | 20      | 11. март 2017.   | 1.82               | 7. април 2017.    | 1.55               | 1.32                     |
| 2      | 20      | 29. јануар 2018. | 0.81               | 23. фебруар 2018. | 0.89               | 0.96                     |